# Lichenochrus cristatus
Lichenochrus cristatus är en insektsart som beskrevs av Max Beier 1957. Lichenochrus cristatus ingår i släktet Lichenochrus och familjen vårtbitare. Inga underarter finns listade i Catalogue of Life.